# Globus (Nordkap)

Globus am Nordkap, 2017

Der Globus ist eine Skulptur auf dem Nordkapplateau in Norwegen und das Wahrzeichen des Nordkaps.
Die aus Stahl gefertigte Skulptur wurde im Jahr 1978 errichtet und stellt einen Globus dar, dessen stählerne Ringe Längen- und Breitengrade abbilden. Sie steht auf einem Stahlpfeiler mit mehreren schrägen Streben, der sich aus einem über fünf Stufen zu erreichenden Sockel erhebt.
Die Achse des Globus ist parallel zur Erdachse ausgerichtet. Das bedeutet, dass seine Breitenkreise parallel zu den Breitenkreisen der Erde liegen.
Der Globus versinnbildlicht den globalen Treffpunkt auf dem Nordkap, an dem sich Menschen aus der ganzen Welt begegnen.
Am Standort des Globus stand früher die Oscarsäule, die seit 1978 westlich der Nordkaphalle steht.